# Ratusz w Ostrowi Mazowieckiej
Ratusz w Ostrowi Mazowieckiej – budynek wybudowany w stylu neobarokowym w 1927 roku. Mieści się przy Placu Księżnej Anny Mazowieckiej, formalny adres to ulica 3 Maja 66.
Inicjatorem budowy ratusza był burmistrz Ludwik Mieczkowski, a projektantem architekt Stefan Zwolanowski. Zniszczony w 1944 roku czasie II wojny światowej, został odbudowany w latach 1945-1947 z nieznacznymi modyfikacjami (zwieńczenie wieży i alkierze).
Budynek jest założony na planie prostokąta z ryzalitami imitującymi alkierze na rogach i kryty czerwoną dachówką. Z centralnej części budynku wyrasta wieżyczka z zegarem
Ratusz jest zgodnie z pierwotną funkcją siedzibą władz samorządowych i administracyjnych.